# Mount Albert Markham
Mount Albert Markham ist ein Berg von 3205 m Höhe mit auffällig abgeflachtem Gipfel, der zwischen Mount Nares und dem Pyramid Mountain in den Churchill Mountains aufragt. Teilnehmer der Discovery-Expedition (1901–1904) unter der Leitung des britischen Polarforschers Robert Falcon Scott entdeckten den Berg und benannten ihn nach Albert Hastings Markham (1841–1918), einem Admiral der Royal Navy, der dem Komitee zur Ausstattung des Forschungsschiffs der Expedition angehört hatte.